# Kotono Mitsuishi
Kotono Mitsuishi (jap. 三石 琴乃 Mitsuishi Kotono;  ur. 8 grudnia 1967 w Tokio) – japońska seiyū.
Po ukończeniu szkoły średniej dostała się do Katsuta Seiyū Academy. W czasie nauki w owej szkole pracowała na pół etatu w budynku Sunshine 60. Później znalazła pracę w biurze, jednak porzuciła ją, ponieważ zajmowała zbyt wiele czasu.
Pracę jako seiyū rozpoczęła w 1989 roku, podkładając głos postaci Tomoyo w OAV Ace wo nerae! Final stage. Popularność zyskiwać zaczęła dzięki roli Usagi Tsukino w Czarodziejce z Księżyca (1992), następną jej wielką rolą była Misato Katsuragi w Neon Genesis Evangelion (1995). Obecnie jest jedną z najbardziej wpływowych seiyū; zapewne dzięki niej powstało anime Oruchuban Ebichu, bazujące na lubianej przez nią mandze.
Jest zamężna, ma córkę. Dawniej jeździła na motorze. Jest menedżerem Arts Vision, agencji zajmującej się łowieniem talentów.

## Wybrane role głosowe
- Czarodziejka z Księżyca – Usagi Tsukino
- Sailor Moon Crystal – Usagi Tsukino
- Neon Genesis Evangelion – Misato Katsuragi
- One Piece – Hancock Boa
- Heppoko jikken animēshon Ekuseru sāga – Excel
- Great Teacher Onizuka – Kanzaki Urumi
- Noir – Mireille Bouquet
- Shōjo kakumei Utena – Juri Arisugawa
- Oruchuban Ebichu – Ebichu
- Suite Pretty Cure – Hummy
- Arslan senki (OVA) (Etoile/Ester)

Podkłada także głosy w grach komputerowych, udziela się w audycjach radiowych oraz nagrywa głosy na potrzeby różnych drama CD. Zagrała w filmie Love & Pop, aktorskiej produkcji Gainaxu. Gra również w japońskim dubbingu, Japończycy usłyszeć mogli ją w Słonecznym patrolu (sezony od 2. do 4.), Nie ma sprawy (Carol), Felicity (Julie Emrick) i Van Helsingu (Anna Valerious).